# Красный Бор (Озёрский городской округ)
Красный Бор (до 1938 — Келльминен (нем. Kellmienen), до 1946 — Келльмен (нем. Kellmen)) — посёлок в Озёрском городском округе, до 2014 года входил в состав Гавриловского сельского поселения.

## История
Келльминен впервые упоминается в документах 1701 года. Во время эпидемии чумы 1709-1710 годов населенный пункт вымер, но вскоре был вновь заселен. В 1764 года в поселение была открыта школа.
В 1938 году Келльминен был переименован в Келльмен, в 1946 году - в поселок Красный Бор.

## Население
| 2002 | 2010 |
| ---- | ---- |
| 7    | ↘0   |